# Hausen (Neuwied)
Hausen (ufficialmente Hausen (Wied)) è un comune di 1.953 abitanti della Renania-Palatinato, in Germania.
Appartiene al circondario (Landkreis) di Neuwied (targa NR) ed è parte della comunità amministrativa (Verbandsgemeinde) di Rengsdorf-Waldbreitbach.